# Riccardo Predelli
Riccardo Predelli (* 19. Mai 1840 in Rovereto; † 1. März 1909 in Venedig) war ein italienischer Historiker und Archivar. Er erwarb sich durch Ordnen und Katalogisieren der reichen Bestände des venezianischen Staatsarchivs große Verdienste, ebenso wie durch die Publikation bedeutender Bestände.

## Leben und Werk
Predelli besuchte das Gymnasium in Trient. Er lehnte die von seinen Eltern vorgesehene klerikale Karriere ab und zog es vor aus politischen Gründen nach Venedig zu gehen. Er war Anhänger des Irredentismus, einer Bewegung, die auf die Einigung Italiens abzielte. Ab 1864 arbeitete er in der Du Bois-Bank (die bis 2013 bestand). Dem Einfluss des ebenfalls aus Rovereto stammenden Tommaso Gar verdankte er den 1868 – zwei Jahre nach dem Anschluss Venetiens an Italien – erfolgten Wechsel zum Staatsarchiv Venedig. 1877 wurde er vom Staatsarchiv mit dem Paläographie- und Diplomatikunterricht betraut. Ab 1897 war er Mitdirektor der Fachzeitschrift Nuovo Archivio Veneto.

## Veröffentlichungen (Auswahl)

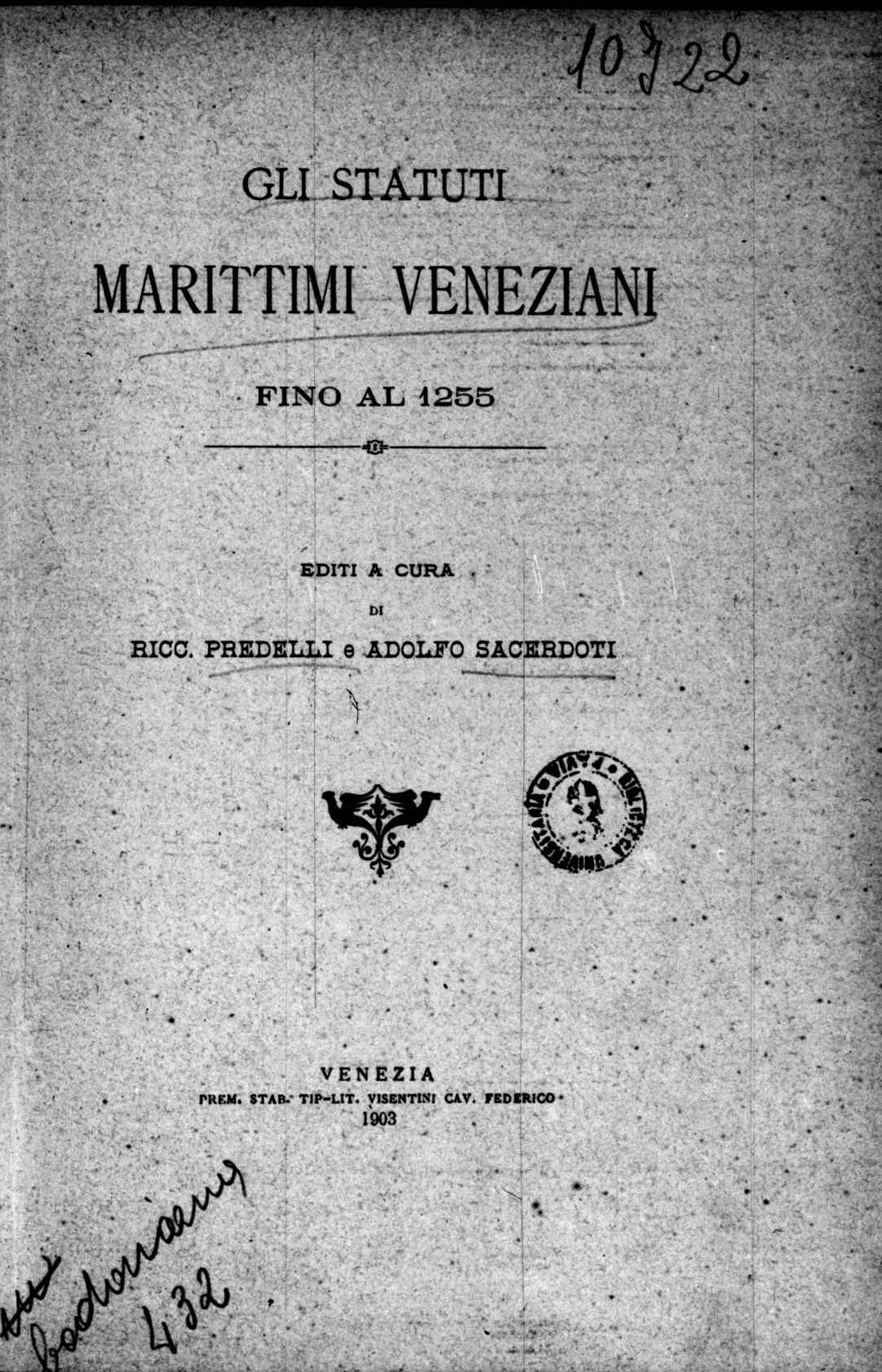
Gli statuti marittimi veneziani fino al 1255 (1903)

- Hrsg.: Il Liber communis detto anche plegiorum del R. Archivio generale di Venezia, Marco Visentini, 1872 (Beschlüsse des Kleinen Rates der Jahre 1223 bis 1229, Einzeldokumente bis 1253, mit Regesten, Digitalisat bei archive.org und beim Münchener Digitalisierungszentrum).
- Delle fonti per la storia del Trentino negli Archivi di Venezia, in: Teodoro Toderini, Bartolomeo Cecchetti (Hrsg.): Il R. Archivio generale di Venezia, Pietro Naratovich, Venedig 1873, S. 353–364.
- I libri commemoriali della Republica di Venezia, 4 Bde., Venedig 1876–1896.
- mit Georg Martin Thomas (Hrsg.): Diplomatarium veneto-levantinum sive Acta et diplomata res Venetas, Graecas atque Levantis illustrantia, 1300–1454, 2 Bde., 1880–1899.
- Documenti relativi alla guerra pel fatto del Castello di amore, in: Archivio Veneto, n.s. Jg. 15, Bd. 30,2 (1885) 421–447.
- Delle forme di scrittura nei marmi e nei mosaici della Basilica di San Marco, Venedig 1890, S. 441–448.
- mit Enrico Besta: Gli statuti civili di Venezia anteriori al 1242, Federico Visentini, Venedig 1901.
- mit Adolfo Sacerdoti: Gli statuti marittimi veneziani fino al 1255. Tip. Visentini, Venedig 1903 (italienisch, beic.it).
- Le reliquie dell'archivio dell'Ordine Teutonico in Venezia, in: Atti del Reale Istituto Veneto di scienze, lettere ed arti 64 (1904/05) 1379–1463 (Online; PDF; 3,52 MB; italienisch).
- Le memorie e le carte di Alessandro Vittoria, Trient 1908.